# Clansayes
 Clansayes  là một xã thuộc tỉnh Drôme trong vùng Auvergne-Rhône-Alpes đông nam nước Pháp. Xã Clansayes nằm ở khu vực có độ cao từ 87-348 mét trên mực nước biển.